# 25479 Ericshyu
25479 Ericshyu è un asteroide della fascia principale. Scoperto nel 1999, presenta un'orbita caratterizzata da un semiasse maggiore pari a 2,4194966 UA e da un'eccentricità di 0,1455174, inclinata di 5,16189° rispetto all'eclittica.